# Ferie på flygtningeøen
Ferie på flygtningeøen er en dansk dokumentarfilm fra 2017 instrueret af Frej Pries Schmedes.

## Handling
Alvin er på snorkelferie med sin far, på Samos. Men hvad er det? Alvin finder en redningsvest og andre ting flygtningene har efterladt. Det er lidt uhyggeligt… Hvorfor kommer flygtninge i gummibåde, hvorfor flyver de ikke, ligesom os? Alvin vil finde flygtningebørnene, for at give dem nogle karameller og en tøjand han fik i flyet. Alvin mener, at flygtninge har brug for tryghed og mad men allermest et kram. De kører op til flygtningelejren. Porten er åben og Alvin møder flygtningebørn. Men netop som han vil give dem karamellerne kommer politiet og smider ham ud. Næste dag vender Alvin og far tilbage, for at Alvin kan give en lille pige fra Syrien sin tøjand.

## Medvirkende
- Frej Pries Schmedes
- Alvin Festo Schellerup Schmedes